# Dom Antônio Reis
Dom Antônio Reis es un barrio del distrito de Sede, en el municipio de Santa Maria, en el estado brasileño de Río Grande del Sur. Está situado en el sur de Santa Maria.

## Villas
El barrio contiene las siguientes villas: Dom Antônio Reis, Parque Residencial Dom Antonio Reis, Seminário São José.
| Noroeste: Nossa Senhora Medianeira Uglione Urlândia | Norte: Nossa Senhora Medianeira / Cerrito | Nordeste: Cerrito          |
| Oeste: Urlândia                                     |                                           | Este: Cerrito              |
| Suroeste: Urlândia                                  | Sur: Urlândia / Lorenzi / Tomazetti       | Sureste: Cerrito Tomazetti |